# Albert Rovers Football Club
Maillots
Albert Rovers Football Club est un ancien club de football irlandais basé dans la ville de Cork. Il a participé au championnat d'Irlande de football de 1976 à 1982. Pendant cette période le club porte différents noms qui sont successivement Cork Albert, Cork Alberts et Cork United. Le club a aussi présenté des équipes dans des championnats régionaux ou locaux, les Munster Senior League et Cork Athletic Union League. Le club joue ses matchs dans plusieurs stade de la ville et de la région de Cork, mais le principal stade est le Flower Lodge. Ses couleurs sont le rouge et le noir.

## Histoire
L'Albert Rovers Football Club est fondé en 1946 dans le quartier d'Albert Road et Marina à Ballintemple un faubourg à l'est de Cork. En 1947 le club, associé au Cobh Ramblers FC, crée la Cork Athletic Union League.
Le club accumule les victoires dans les différentes compétitions, championnats et coupes, régionaux. Il remporte la première division de la Munster Senior League en 1953-1954, 1954-1955 et 1958-1959. Il remporte la Munster Senior Cup en 1949-1950 en battant au passage plusieurs équipes du championnat d'Irlande : Waterford United et Cork Athletic. Cette même année, ils sont aussi quart de finalistes de la coupe d'Irlande. en huitième de finale il leur faut trois matchs pour se défaire de Longford Town. En quarts ils sont éliminés par les Sligo Rovers. Albert Rovers remporte enfin la FAI Intermediate Cup en 1953-1954 puis en 1958-1959 en battant en finale et respectivement le Jacob's Football Club et les Bray Wanderers.
Entre 1976-1977 et 1981-1982 Albert Rovers dispute le championnat d'Irlande. En septembre 1976, le club est élu dans la Ligue en remplacement du Cork Hibernians Football Club. L'équipe est entrainée par Noel O'Mahony. Elle fait ses débuts professionnels contre les Shamrock Rovers le 3 octobre 1976 à Flower Lodge. Albert Rovers avait demandé le report du match pour éviter une concurrence néfaste quant à la fréquentation du stade avec la finale du Cork Senior Hurling Championship, mais le club dublinois refuse. Les visiteurs s'imposent sur le score de deux buts à un, buts marqués par Larry Wyse et Mick Leech. Pour la saison 1977-1978, le club adopte le nom de Cork Albert puis rechange encore de nom la saison suivante pour prendre celui de Cork Alberts. en 1977-78, Cork Albert remporte pour la deuxième fois la Munster Senior Cup et est finaliste de la Coupe de la Ligue battu en finale aux tirs au but par Dundalk. Cette année-là, l'international anglais Bobby Tambling fait partie de l'équipe avant d'aller terminer sa carrière aux Shamrock Rovers.
Après la dissolution du Cork Celtic Football Club en 1979, le club est le dernier représentant du football à Cork en championnat d'Irlande. Il adopte alors le nom de Cork United. Il garde ce nom pour ses trois dernières saisons dans le championnat. Cork United remporte pour les troisième et quatrième fois la Munster Senior Cup en 1979-1980 et en 1981-1982.
En décembre 1981, le club investit massivement dans un match amical de prestige et amener Manchester City à Turner's Cross. Entravé par des reports et des annulations, le club s'est endetté et n'a pas été en mesure de payer à Manchester City les 8 000 £ de frais de participation. En conséquence, ils ont été expulsés de la Ligue d'Irlande.
Pendant toute la période où le club dispute le championnat d'Irlande, il continue à engager une équipe en Munster Senior League et enCork Athletic Union League. Après son exclusion du championnat, il se retire des championnats Senior. Mais le club continue d'exister et engage des équipes dans les niveaux Intermediate et Junior. Les équipes apparaissent sous le nom d'Albert Rovers. Le club reste actif jusque dans les années 2000.

## Bilan saison par saison
| Saison  | Champ | Cl | Pts | J  | G  | N  | P  | Bp | Bc | Diff | Coupe d'Irlande | Coupe d'Europe | Autres compétitions | M. buteur | B | Entraîneur | Aff |
|         |       |    |     |    |    |    |    |    |    |      |                 |                |                     |           |   |            |     |
| ------- | ----- | -- | --- | -- | -- | -- | -- | -- | -- | ---- | --------------- | -------------- | ------------------- | --------- | - | ---------- | --- |
| 1976-77 | D1    | 13 | 16  | 26 | 5  | 6  | 15 | 21 | 42 | -21  |                 |                |                     |           |   |            |     |
| 1977-78 | D1    | 9  | 30  | 30 | 11 | 8  | 11 | 39 | 35 | 4    |                 |                |                     |           |   |            |     |
| 1978-79 | D1    | 11 | 23  | 32 | 7  | 11 | 14 | 35 | 49 | -14  |                 |                |                     |           |   |            |     |
| 1979-80 | D1    | 14 | 16  | 30 | 6  | 4  | 20 | 22 | 56 | -34  |                 |                |                     |           |   |            |     |
| 1980-81 | D1    | 9  | 26  | 30 | 11 | 6  | 13 | 37 | 42 | -5   |                 |                |                     |           |   |            |     |
| 1981-82 | D1    | 10 | 42  | 30 | 10 | 6  | 14 | 41 | 50 | -9   |                 |                |                     |           |   |            |     |
| Saison  | Champ | Cl | Pts | J  | G  | N  | P  | Bp | Bc | Diff | Coupe d'Irlande | Coupe d'Europe | Autres compétitions | M. buteur | B | Entraîneur | Aff |

Champ = championnat ; Cl = classement ; Pts = points ; J = joués ; G = gagnés ; N = nuls ; P = perdus ; Bp = buts pour ; Bc = buts contre ; Diff = différence de buts

C1 = Ligue des champions (depuis 1992, Coupe des clubs champions de 1955 à 1992) ; C2 = Coupe des coupes (de 1961 à 1999) ; C3 = Ligue Europa (depuis 2009, Coupe UEFA de 1971 à 2009, Coupe des villes de foires de 1955 à 1971) ; C4 = Ligue Conférence (depuis 2024, Ligue Europa Conférence de 2021 à 2024) ; CI = Coupe Intertoto (de 1995 à 2008)

M. buteur = meilleur buteur en championnat; B = buts marqués par le meilleur buteur en championnat; Aff = affluence moyenne en championnat
champion, vainqueur ou meilleur buteurvice-champion ou finalistepromubarrage de promotionreléguébarrage de relégation

## Palmarès
- Coupe de la Ligue d'Irlande
  - Finaliste en 1977-1978

- Munster Senior League
  - Vainqueur en 1953-1954, 1954-1955 et 1958-1959

- Munster Senior Cup
  - Vainqueur en 1949-1950, 1977-1978, 1979-1980 et 1981-1982

- FAI Intermediate Cup
  - Vainqueur en 1953-1954 et 1958-1959